# 모람
모람은 한반도 남부의 산기슭 양지에 나는 덩굴성 상록수이다. 잎은 어긋나며, 긴 타원형, 가죽질, 표면은 광택이 나고, 뒷면은 흰색이다. 길이는 4~11cm, 가장자리는 밋밋하고, 그물맥이 뚜렷하게 솟아 있다. 꽃은 암수딴그루로 은화서를 이루고, 꽃자루가 없으며, 둥근 모양이다. 암꽃은 밀생, 자홍색이며 포는 오래 붙어 있고, 누운 털이 있다. 열매는 둥근 모양 또는 넓은 타원형의 은화과 안에 수과로 붙고, 지름 약 10mm이다 개화기는 6~7월, 결실기는 11~2월이며 열매는 먹을 수 있다.